# Age of Empires III: Definitive Edition
Age of Empires III: Definitive Edition es un videojuego de estrategia en tiempo real desarrollado por Tantalus Media y Forgotten Empires y publicado por Xbox Game Studios. Es una remasterización definitiva del juego original Age of Empires III, presenta dos nuevas civilizaciones, los incas y los suecos. También incluye todas las expansiones anteriores de la Age of Empires III original. Fue lanzado el 15 de octubre de 2020.

## Nuevas civilizaciones
El juego añade dos nuevas civilizaciones confirmadas, vinculadas a América y Europa:
| Bandera                   | Civilización | Metrópoli | Bonos Únicos de cada Civilización                                           | Líder                       |
| Wiphala como bandera inca | Inca         | Cuzco     | Los kanchas producen alimentos. Recibes un chasqui por cada subida de edad. | Huayna Cápac                |
| Bandera sueca             | Suecia       | Estocolmo | Las cabañas recolectan recursos cercanos.                                   | Gustavo II Adolfo de Suecia |

### Expansiones
El 10 de abril de 2021 se anunció un paquete de expansión que agregó la civilización de los Estados Unidos y se lanzó el 13 de abril de 2021. Por un tiempo limitado, los jugadores podían desbloquearlo gratis al completar 50 desafíos, cada uno con un tema en torno a un estado de los EE. UU.
Un segundo paquete de expansión, The African Royals, se anunció el 20 de julio de 2021 y se lanzó el 2 de agosto de 2021. La expansión African Royals agrega dos nuevas civilizaciones, los etíopes y los hausa, así como tres nuevas batallas históricas, 15 nuevos mapas africanos, 5 nuevas civilizaciones indígenas africanas con las que aliarse y 11 nuevos logros.
El 22 de noviembre de 2021 se anunció un paquete de expansión que agregó la civilización de México y se lanzó el 1 de diciembre de 2021. Además de la nueva civilización, se agregaron al juego varios escenarios de batalla históricos centrados en la civilización mexicana y la civilización de los Estados Unidos, así como 10 nuevos logros y contenido adicional para la civilización americana.
Otro paquete de expansión, Caballeros del Mediterráneo, se anunció el 12 de mayo de 2022 y se lanzó el 26 de mayo de 2022, agregando las civilizaciones italiana y maltesa (Caballeros Hospitalarios). También agregó 30 nuevos mapas aleatorios, 9 nuevas civilizaciones menores llamadas Royal Houses, 8 mapas históricos, dos nuevos modos de juego (Diplomacy y Tycoon) y 25 nuevos logros.
| Bandera                | Civilización   | Metrópoli        | Bonos Únicos de cada Civilización | Líder                      |
| Bandera estadounidense | Estados Unidos | Washington D. C. | Poseen una amplia variedad de unidades de pólvora a distancia que pueden infligir un mayor daño e incluso superar a otras unidades con las mejoras adecuadas.                        | George Washington          |
| Bandera hausa          | Hausa          | Kano             | Las universidades hausa capacitan a Griots, músicos inspiradores y narradores que pueden aumentar el ritmo de trabajo de los edificios y la velocidad de las unidades cercanas.      | Amina de Zaria             |
| Bandera mexicana       | México         | Ciudad de México | Se puede elegir rebelarse en lugar de avanzar a las edades de las fortalezas, industrial o imperial.                                                                                 | Miguel Hidalgo             |
| Bandera etíope         | Imperio etíope | Gondar           | Los etíopes generan influencia a través del Monasterio de la Montaña, un edificio único que se puede colocar encima de las minas y alternar entre generación de moneda e influencia. | Teodoro II de Etiopía      |
| Bandera italiana       | Italia         | Venecia          | Se obtiene un Colono gratis por cada tecnología investigada, y los Arquitectos pueden construir un edificio sin costo alguno.                                                        | Giuseppe Garibaldi         |
| Bandera maltés         | Malta          | La Valeta        | Sus dos unidades de infantería únicas, Hospitalarios y Centinelas, reciben sus bonificaciones solo cuando están cerca de estructuras aliadas.                                        | Jean Parisot de La Valette |

## Nuevas modalidades de juego
En la edición definitiva, introducen dos nuevas modalidades, Batallas Históricas y El Arte de la Guerra.

## Representación histórica
El videojuego, en si, permite apreciar una representación histórica entre los siglo XVI-XIX. En este caso, el juego utiliza los enfoques de la Historia-Problema y la Historia-Mediática dentro del estudio historiográfico de los videojuegos, permitiendo a los jugadores sumergirce en la esencia de fuentes tradicionales, como puede ser sus batallar histórica, y distinción de licencias creativas por parte de sus desarrolladores para la representación de ciertos espacios históricos que se han propuesto en este modo de diversión.